# Бочкарёв, Валерий Юрьевич
Валерий Юрьевич Бочкарев (род. 19 ноября 1997, Москва) — российский хоккеист, центральный нападающий. Кандидат в мастера спорта России. Бронзовый призер чемпионата Беларуси.

## Карьера
С сезона 2013/14 — игрок команды МХЛ Русские Витязи. В сезоне 2013/14 был выбран под номером 67 на Драфт КХЛ.
28 августа 2015 года в домашнем матче против «Сибири» Новосибирск дебютировал в КХЛ в составе ХК Витязь. За родной клуб в КХЛ сыграл 7 матчей.
Выступал в ВХЛ за команды «ТХК», «Югра», «Ермак», «Рязань», «Сарыарка».
С сезона 2020/21 начал выступать в Экстралиге (Беларусь). В составе «Шахтера» стал бронзовым призером чемпионата Беларуси. В сезоне 2022/23-2023/24 выступал за клуб «Могилёв». В сезоне 2024/25 подписал контракт с «Гомелем».

## Титулы
Бронзовый призер чемпионата Беларуси в составе «Шахтера» (2021)